# Чуквіді Нвогу
Чуквіді Нвогу (англ. Chukwudi Nwogu, 12 грудня 1981, Нігерія) — нігерійський футболіст, нападник та півзахисник.

## Життєпис
В Африці Нвогу грав за «Еньімбу», де виступав до переходу в донецький «Металург» з чемпіонату України. У складі донецького клубу він так і не зіграв, Нвогу був відданий в оренду «Ворсклі». За полтавський клуб нігерієць провів шість матчів у чемпіонаті і ще три в кубку.
В цей же час Нвогу дебютував у збірній Нігерії. Тренер нігерійців Крістіан Чукву в домашньому матчі проти збірної Єгипту випустив на поле 10 новачків, серед яких був і Чуквуді. Матч закінчився внічию 1:1, і в кінці гри легіонер з української команди міг принести «супер орлам» перемогу, але його удар головою без перешкод був не точний.
17 січня 2003 року тренер «Ворскли», Андрій Баль, повідомив про перехід Нвогу в «Бейтар». У сезоні 2003/04 років гравець повернувся в Україну, його новим клубом став «Кривбас», Нвогу провів за команду чотири матчі в чемпіонаті та один в кубку. У 2004 році він підписав контракт зі своїм колишнім клубом, «Еньімба». У сезоні 2004/05 Нвогу провів один матч за ізраїльський «Хапоель Нацрат-Ілліт».
У 2006 році Нвогу підписав контракт з російським клубом «Спартак» (Нижній Новгород). 26 березня він дебютував в матчі проти «Содовика», гра завершилася безгольовою нічиєю. Усього в Росії Нвогу провів 12 матчів, причому жоден з них не був повним. Свій останній матч за «Спартак» він зіграв 8 липня, його команда з мінімальним рахунком перемогла «Сибір». У 2007 році Нвогу переїхав до Швеції, де грав за «Дегерфорс» і «Сиріанска». Після 2008 року дані про його кар'єрі відсутні.